# Cantó d'Aubergenville
El cantó de Aubergenville és un cantó francès del departament d'Yvelines, a la regió d'Illa de França. Està inclòs en el districte de Mantes-la-Jolie, en el de Saint-Germain-en-Laye i en el de Rambouillet. Des del 2015 té 40 municipis i el cap cantonal és Aubergenville.

## Municipis
- Andelu
- Aubergenville
- Aulnay-sur-Mauldre
- Auteuil
- Autouillet
- Bazemont
- Bazoches-sur-Guyonne
- Béhoust
- Boissy-sans-Avoir
- Bouafle
- Flexanville
- Flins-sur-Seine
- Galluis
- Gambais
- Garancières
- Goupillières
- Grosrouvre
- Herbeville
- Jouars-Pontchartrain
- Marcq
- Mareil-le-Guyon
- Mareil-sur-Mauldre
- Maule
- Méré
- Les Mesnuls
- Millemont
- Montainville
- Montfort-l'Amaury
- Neauphle-le-Château
- Neauphle-le-Vieux
- Nézel
- La Queue-les-Yvelines
- Saint-Germain-de-la-Grange
- Saint-Rémy-l'Honoré
- Saulx-Marchais
- Thoiry
- Le Tremblay-sur-Mauldre
- Vicq
- Villiers-le-Mahieu
- Villiers-Saint-Frédéric

## Història
| Data d'elecció                           | Identitat       | Partit                     | Qualitat |
| ---------------------------------------- | --------------- | -------------------------- | -------- |
| 1967-1973                                | Brigitte Gros   | CIR, després radical       |          |
| 1973-1992                                | Nelly Rodi      | Divers droite, després RPR |          |
| 1992-2004                                | Daniel Demaison | UDF-DL                     |          |
| 2004-                                    | Serge Thibaut   | UMP                        |          |
| les dades anteriors no són pas conegudes |                 |                            |          |
|                                          |                 |                            |          |